# Willum Þór Þórsson

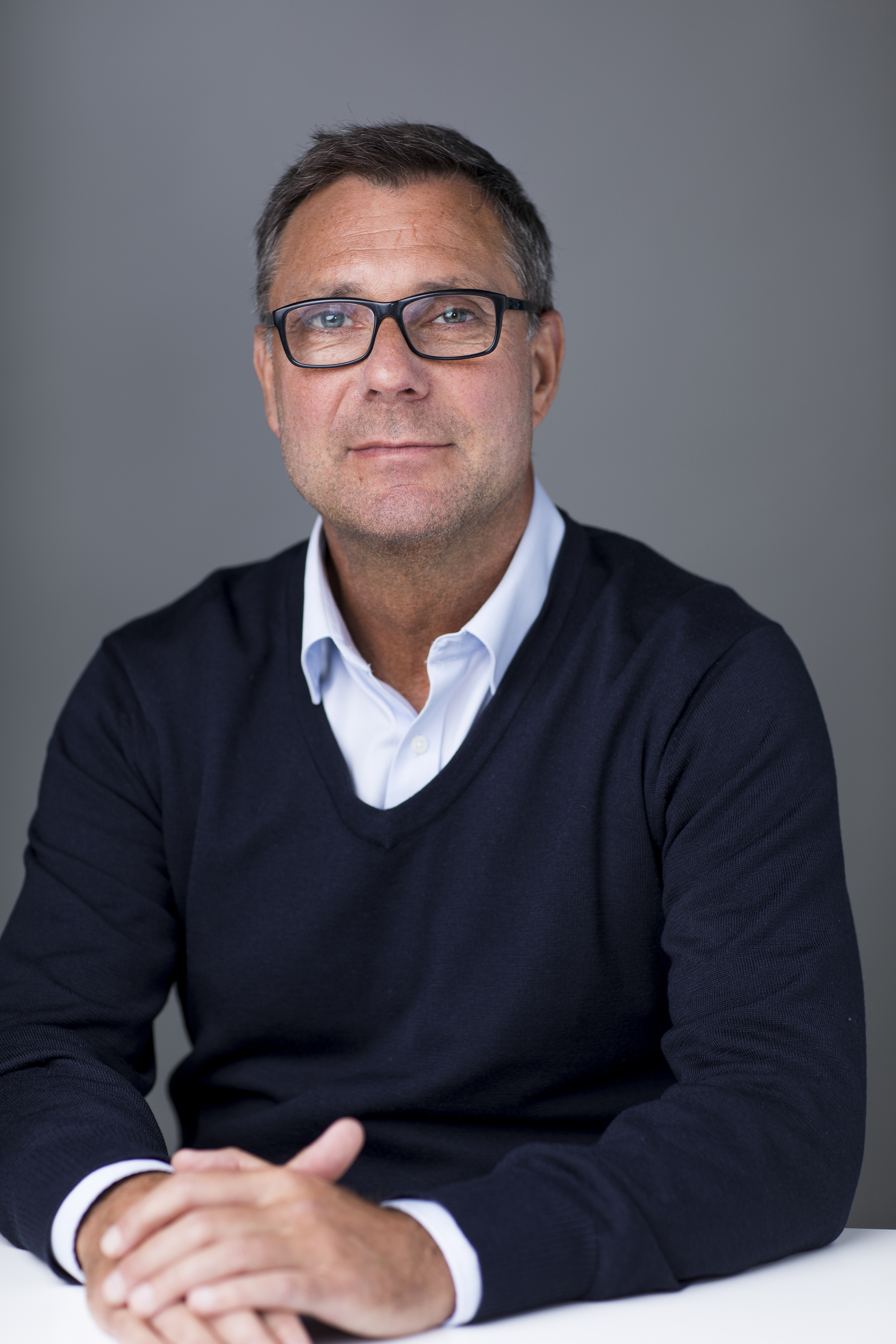
Willum Þór Þórsson, 2016

Willum Þór Þórsson (deutsche Transkription Willum Thor Thorsson, * 17. März 1963 in Reykjavík) ist ein isländischer Politiker (Fortschrittspartei) sowie ehemaliger Gymnasiallehrer, Handball- und Fußballtrainer. Er gehörte von 2013 bis 2016 und, nach einer Unterbrechung, von 2017 bis 2024 dem isländischen Parlament Althing an. Vom 21. November 2021 bis zum 21. Dezember 2024 war er Gesundheitsminister.

## Leben
Willum Þór ist Betriebswirt (cand.oecon. Universität Island, 1987) und hat ein Handelsdiplom (cand.merc.) von der Kopenhagener Wirtschaftsschule (1996) sowie einen Bachelor of Education von der Universität Island (2003). Von 1986 bis 2013 war er als Lehrer am Gymnasium von Kópavogur (Menntaskólinn í Kópavogi, MK) tätig. Daneben war er von 1986 bis 1995 Handball- und von 1997 bis 2013 Fußballtrainer.
Seit der isländischen Parlamentswahl vom 27. April 2013 war Willum Þór Abgeordneter des isländischen Parlaments Althing für den Südwestlichen Wahlkreis. Er gehörte dem parlamentarischen Ausschuss für Wirtschaftsangelegenheiten und Handel sowie dem Verfassungs- und Aufsichtsausschuss an. Darüber hinaus war Willum Þór Þórsson Mitglied der isländischen Delegation bei den Parlamentarierkomitees der EFTA- und EWR-Staaten sowie Mitglied des gemeinsamen parlamentarischen Komitees EU-Island.
Zur vorgezogenen Parlamentswahl vom 29. Oktober 2016 trat Willum Þór Þórsson wiederum für die Fortschrittspartei an und stand an zweiter Stelle auf ihrer Liste für den Südwestlichen Wahlkreis. Die Partei konnte in diesem Wahlkreis nur noch einen Sitz erringen, der an die Erstplatzierte Eygló Harðardóttir ging; Willum Þór wurde nicht wiedergewählt. Zur ebenfalls vorgezogenen Wahl vom 28. Oktober 2017 konnte er sich seinen Sitz im Parlament zurückholen. Im Kabinett Katrín Jakobsdóttir II, das am 28. November 2021 als Fortführung der bestehenden Koalition gebildet wurde, bekleidete er das Amt des Gesundheitsministers. Im Kabinett Bjarni Benediktsson (2024 I) und in der darauf folgenden Übergangsregierung des Kabinetts Bjarni Benediktsson (2024 II) hatte er diese Position beibehalten. Seine Nachfolgerin als Gesundheitsministerin ist Alma D. Möller im Kabinett Kristrún Frostadóttir.